# Dieter Mertens (Bauforscher)
Dieter Mertens (* 29. Juni 1941 in Brandenburg an der Havel) ist ein deutscher Bauforscher. 
Mertens begann zunächst mit dem Studium der Kunstgeschichte und Klassischen Philologie an der Universität zu Köln, wechselte aber bald zum Studium der Architektur an der Technischen Universität München, wo er 1967 sein Diplom machte. Seit 1970 war er am Deutschen Archäologischen Institut (DAI) Rom als Referent für die Studien zur Architektur und Urbanistik Großgriechenlands zuständig. 1975 wurde er an der TU München bei Gottfried Gruben mit einer Arbeit zum Tempel von Segesta promoviert. 1991 wurde er wissenschaftlicher Direktor am DAI Rom, 2001 wurde er Erster Direktor des DAI Rom; sein Nachfolger wurde 2006 Henner von Hesberg. 
Mertens’ Forschungsschwerpunkt liegt auf der Architektur und Stadtbaukunst der Griechen in Unteritalien. Grabungen größeren Umfangs leitete er in Metapont, Syrakus, Paestum, Capo Soprano, Selinunt, Sybaris und Segesta.

## Schriften (Auswahl)
- Der Tempel von Segesta und die dorische Tempelbaukunst des griechischen Westens in klassischer Zeit (= Deutsches Archäologisches Institut. Abteilung Rom. Sonderschriften. Bd. 6). von Zabern, Mainz 1984, ISBN 3-8053-0515-X.
- Der alte Heratempel in Paestum und die archaische Baukunst in Unteritalien (= Deutsches Archäologisches Institut. Abteilung Rom. Sonderschriften. Bd. 9). von Zabern, Mainz 1993, ISBN 3-8053-1331-4.
- Selinus I. Die Stadt und ihre Mauern (= Deutsches Archäologisches Institut. Abteilung Rom. Sonderschriften. Bd. 13). von Zabern, Mainz 2003, ISBN 3-8053-3248-3.
- Städte und Bauten der Westgriechen. Von der Kolonisationszeit bis zur Krise um 400 vor Christus. Hirmer, München 2006, ISBN 3-7774-2755-1.
- mit Heinz-Jürgen Beste: Die Mauern von Syrakus. Das Kastell Euryalos und die Befestigung der Epipolai. Reichert, Wiesbaden 2015, ISBN 978-3-95490-033-6.